# Emanuel Loeschbor
Emanuel Sebastián Loeschbor (ur. 16 października 1986 w Córdobie) – argentyński piłkarz pochodzenia niemieckiego z obywatelstwem meksykańskim występujący na pozycji środkowego obrońcy.
Jego brat Gabriel Loeschbor również był piłkarzem.

## Kariera klubowa
Loeschbor pochodzi z miasta Córdoba i jest wychowankiem amatorskiej drużyny Club Corralense z pobliskiej miejscowości Corral de Bustos. Później przez trzy lata trenował w szkółce juniorskiej klubu Talleres de Córdoba, zaś profesjonalną karierę rozpoczynał w niżej notowanym zespole ze swojego rodzinnego miasta – trzecioligowym Racingu de Córdoba. Do pierwszego zespołu został włączony jako siedemnastolatek i w sezonie 2003/2004 awansował ze swoją ekipą na zaplecze najwyższej klasy rozgrywkowej, jednak już po upływie kolejnych dwunastu miesięcy spadł z Racingiem z powrotem do trzeciej ligi. Tam występował jeszcze przez następny rok, po czym przeszedł do pierwszoligowego Quilmes AC, w którego barwach za kadencji szkoleniowca Alberto Fanesiego zadebiutował w argentyńskiej Primera División; 10 czerwca 2007 w przegranym 1:4 spotkaniu z Independiente. Był to zarazem jego jedyny występ w barwach tej drużyny w pierwszej lidze – na koniec sezonu 2006/2007 spadł z Quilmes do drugiej ligi, gdzie spędził w jego barwach jeszcze pół roku. Później przez sześć miesięcy reprezentował barwy czwartoligowego Sol de América z siedzibą w Formosie.
Latem 2008 Loeschbor wyjechał do Hiszpanii, gdzie podpisał umowę z czwartoligowymi rezerwami klubu Lorca Deportiva CF, w których spędził bez większych sukcesów kolejny rok, po czym jego drużyna została rozwiązana. On sam powrócił wówczas do ojczyzny, podpisując umowę z trzecioligową ekipą Juventud Antoniana z miasta Salta. Podstawowym zawodnikiem tego klubu pozostawał bez większych sukcesów przez dwa lata, po czym przeniósł się do innej drużyny z trzeciego szczebla rozgrywek – Club Atlético San Martín z siedzibą w Tucumán, którego barwy reprezentował z kolei przez rok. W lipcu 2012 został piłkarzem meksykańskiego drugoligowca Neza FC z miasta Nezahualcóyotl, z którym w wiosennym sezonie Clausura 2013 triumfował w rozgrywkach Ascenso MX, co wobec porażki w decydującym dwumeczu z La Piedad nie zaowocowało jednak awansem do najwyższej klasy rozgrywkowej.
W lipcu 2013 Loeschbor podpisał kontrakt z kolejnym klubem z drugiej ligi meksykańskiej – Cruz Azul Hidalgo, pełniącym funkcję rezerw pierwszoligowego zespołu Cruz Azul ze stołecznego miasta Meksyk. Tam spędził rok, lecz wiosną trenował równocześnie z pierwszym zespołem Cruz Azul, będąc jako jego zawodnik zgłoszonym do najbardziej prestiżowych rozgrywek kontynentu – Ligi Mistrzów CONCACAF. Począwszy od półfinału wystąpił w czterech spotkaniach tych rozgrywek, zastępując na środku obrony kontuzjowanego Luisa Amaranto Pereę i razem z resztą drużyny wygrał tamtą edycję północnoamerykańskiej Ligi Mistrzów. Bezpośrednio po tym sukcesie otrzymał meksykańskie obywatelstwo, a szkoleniowiec Luis Fernando Tena zdecydował się włączyć go na stałe do pierwszej ekipy. W tamtejszej Liga MX zadebiutował 13 września 2014 w przegranej 1:2 konfrontacji z Tolucą, a w tym samym roku wziął udział w Klubowych Mistrzostwach Świata, podczas których zajął z Cruz Azul czwarte miejsce, nie notując jednak żadnego występu. W barwach Cruz Azul spędził półtora roku, pełniąc wyłącznie rolę rezerwowego dla duetu stoperów tworzonego przez Francisco Rodrígueza i Julio Césara Domíngueza.
Wiosną 2016 Loeschbor został wypożyczony do zespołu Monarcas Morelia, gdzie 20 września 2016 w przegranym 1:5 meczu z Pachucą strzelił swojego premierowego gola w najwyższej klasie rozgrywkowej.

## Statystyki kariery
| Racing             | 2003–2004 | Argentyna | Torneo Argentino A | b.d. | 0    | —  | —   | —   | — | —    | b.d. | 0    |
| Racing             | 2004–2005 | Argentyna | Torneo Argentino A | b.d. | 0    | —  | —   | —   | — | —    | b.d. | 0    |
| Racing             | 2005–2006 | Argentyna | Torneo Argentino A | b.d. | 0    | —  | —   | —   | — | —    | b.d. | 0    |
| Quilmes            | 2006–2007 | Argentyna | Primera División   | 1    | 0    | —  | —   | —   | — | —    | 1    | 0    |
| Quilmes            | 2007–2008 | Argentyna | Primera B Nacional | 0    | 0    | —  | —   | —   | — | —    | 0    | 0    |
| Sol de América     | 2007–2008 | Argentyna | Torneo Argentino B | 10   | 0    | —  | —   | —   | — | —    | 10   | 0    |
| Lorca Deportiva B  | 2008–2009 | Hiszpania | Tercera División   | b.d. | b.d. | —  | —   | —   | — | —    | b.d. | b.d. |
| Juventud Antoniana | 2009–2010 | Argentyna | Torneo Argentino A | b.d. | 2    | —  | —   | —   | — | —    | b.d. | 2    |
| Juventud Antoniana | 2010–2011 | Argentyna | Torneo Argentino A | b.d. | 0    | —  | —   | —   | — | —    | b.d. | 0    |
| San Martín         | 2011–2012 | Argentyna | Torneo Argentino A | 29   | 3    | —  | —   | —   | — | —    | 29   | 3    |
| Neza               | 2012–2013 | Meksyk    | Ascenso MX         | 31   | 1    | 11 | 1   | —   | — | —    | 42   | 2    |
| Cruz Azul Hidalgo  | 2013–2014 | Meksyk    | Ascenso MX         | 23   | 0    | 2  | 0   | —   | — | —    | 25   | 0    |
| Cruz Azul          | 2013–2014 | Meksyk    | Liga MX            | —    | —    | —  | —   | LMC | 4 | 0    | 4    | 0    |
| Cruz Azul          | 2014–2015 | Meksyk    | Liga MX            | 5    | 0    | —  | —   | LMC | 2 | 0    | 7    | 0    |
| Cruz Azul          | 2015–2016 | Meksyk    | Liga MX            | 3    | 0    | 5  | 0   | —   | — | —    | 8    | 0    |
| Morelia            | 2015–2016 | Meksyk    | Liga MX            | 10   | 0    | 6  | 0   | —   | — | —    | 16   | 0    |
| Morelia            | 2016–2017 | Meksyk    | Liga MX            | 0    | 0    | 0  | 0   | —   | — | —    | 0    | 0    |
| Ogółem             |           |           |                    |      |      |    |     |     |   |      |      |      |
| Argentyna          | Argentyna | Argentyna | 97                 | 5    | —    | —  | —   | —   | — | 97   | 5    |      |
| Hiszpania          | Hiszpania | Hiszpania | b.d.               | b.d. | —    | —  | —   | —   | — | b.d. | b.d. |      |
| Meksyk             | Meksyk    | Meksyk    | 72                 | 1    | 24   | 1  | LMC | 6   | 0 | 102  | 2    |      |
| Ogółem             | Ogółem    | Ogółem    | Ogółem             | 169  | 6    | 24 | 1   | LMC | 6 | 0    | 199  | 7    |

- LMC – Liga Mistrzów CONCACAF